# 冬の駅
「冬の駅」（ふゆのえき）は小柳ルミ子の13枚目のシングル。1974年10月10日にワーナー・パイオニアから発売された。

## 概要
小柳ルミ子のシングル曲では、「わたしの城下町」「瀬戸の花嫁」「京のにわか雨」に続いて通算4作目となる週間オリコンチャート首位を獲得。なお、小柳自身オリコン週間1位の作品は当曲が最後となっている。
この曲で、同年の大晦日に放送された第25回NHK紅白歌合戦に出場した。

## 収録曲
1. 冬の駅 (3分53秒)
作詞：なかにし礼／作曲：加瀬邦彦／編曲：森岡賢一郎
2. つむぎ恋唄 (3分34秒)
作詞：麻生香太郎／作曲：猪俣公章／編曲：森岡賢一郎

## カバー
- 石原詢子（2014年、CD-BOX『石原詢子 時代のうた』収録）